# Лосик, Игорь Александрович
Игорь Александрович Лосик (бел. Ігар Аляксандравіч Лосік; род. 20 мая 1992) — блогер, консультант-фрилансер белорусского отделения Радио «Свобода». Автор Телеграм-канала «Беларусь головного мозга». Приговорён к 15 годам колонии усиленного режима по политическим мотивам. Правозащитные организации «Вясна» и «Amnesty International» признали Игоря политическим заключённым.

## Биография
Игорь Лосик родился 20 мая 1992 года в Барановичах. В 2009 году выпустился из барановичской средней школы № 16. Занимался плаванием. Изначально поступал на учебу в Минск, но после знакомства во «Вконтакте» со своей будущей женой переехал учиться в Барановичи. По словам матери, Игорь хорошо учился и получал повышенную стипендию в университете. В 2015 году окончил Барановичский государственный университет. По специальности филолог, преподаватель иностранного языка. Однако по профессии он не работал — Игорю выдали свободный диплом, так как не смогли найти распределения по месту жительства. В 2015—2016 годах получил стипендию имени Вацлава Гавела. В 2018 у Лосика родилась дочь, её назвали Паулиной.

## Карьера блогера
В 2011 году Игорь Лосик стал администратором движения «Революция через социальные сети». Именно Лосику принадлежала идея мирных молчаливых протестов. После первых удачных акций протеста парнем заинтересовались сотрудники КГБ. Игорь прекратил своё участие в администрировании «РЧСС».
С февраля 2013 года ведёт Твиттер-аккаунт «РБ головного мозга». С октября 2014 года в качестве специалиста по социальным сетям публиковал статьи в Радио «Свобода». С 15 мая 2016 года начал вести канал «Беларусь головного мозга» в Телеграме.

## Уголовное преследование
25 июня 2020 года в доме в Барановичах, после часового обыска, правоохранительные органы задержали Игоря Лосика. Во время обыска были изъяты ноутбук, компьютер и телефон. Вечером того же дня стало известно, что на блогера завели уголовное дело по 342 статье УК РБ (Организация и подготовка действий, грубо нарушающих общественный порядок, либо активное участие в них). Игорь Лосик был признан политическим заключённым. 9 июля 2020 года шефство над политзаключённым взял Мануэль Саррацин, депутат Бундестага.
После содержания в ИВС Лосика перевели в СИЗО № 1, однако уже 18 августа стало известно о дальнейшей транспортировке в жодинское СИЗО.

### Голодовка
15 декабря 2020 года стало известно, что Игорю предъявили новые обвинения по п. 13 ч. 2 ст. 293 УК РБ (подготовка к участию в массовых беспорядках). В знак протеста Лосик объявил бессрочную голодовку. Дарья Лосик поддержала мужа и также заявила о бессрочной голодовке. На 6 день голодовки Игоря Лосика, его жена Дарья объявила о вынужденном прекращении голодовки из-за давления на семью. На 36 день голодовки состояние Игоря ухудшилось, начались проблемы с давлением. На 42 день Лосик остановил свою голодовку. Своё решение он прокомментировал так:
Я решил прекратить голодовку. Почему я это сделал? Точно по собственному желанию.
Я не принимал пищу больше сорока дней, и чувствую в себе силы и возможности продержаться ещё. Но меня просто потрясла невероятная волна солидарности.
А также просьбы сотен и тысяч белорусов остановиться, дождаться нашей общей победы здоровым.

### Вторая голодовка
11 марта 2021 года в связи с предъявлением новых более жестких обвинений Игорь Лосик прямо на глазах у следователя попытался порезать руки и объявил сухую голодовку. За отказ от еды политзаключённого поместили в карцер. 15 марта стало известно, что Игорь завершил голодовку.

### Приговор
14 декабря 2021 года Гомельский областной суд приговорил Игоря Лосика к 15 годам колонии усиленного режима.
Следственный комитет квалифицировал его действия как:
- Разжигание социальной вражды и розни в отношении представителей власти и правоохранительных органов, совершенные группой лиц (ч.3 ст.130 УК РБ);
- Организация массовых беспорядков, сопровождавшихся погромами, поджогами, уничтожением имущества и вооруженным сопротивлением представителям власти (ч.1 ст.293 УК РБ).

### Реакция международной общественности
Руководство медиакорпорации Радио «Свобода» высказывало свою глубокую озабоченность в связи с ухудшением самочувствия Игоря Лосика, также они призывали к его немедленному освобождению.
Светлана Тихановская, выступая перед Совбезом ООН, рассказала о критической ситуацией с правами человека в Беларуси и обратила внимание на голодовку Игоря Лосика.
Депутат Европарламента Густав Гётберг призвал руководство Швеции к незамедлительным действиям для спасения Лосика.
Временный поверенный в делах США в Беларуси Джефри Джук призвал незамедлительно освободить Игоря.
ЕС поприветствовал решение Игоря Лосика остановить голодовку и вновь призвал к немедленному освобождению всех политических заключенных Беларуси.
США и ЕС резко осудили приговор. В заявлении госсекретаря США Энтони Блинкена приговор Игорю Лосику назван политически мотивированными. В ходе процесса над ним, как говорится в заявлении, не соблюдалось верховенство закона. В заявлении внешнеполитического ведомства ЕС говорится, что Евросоюз готов рассмотреть новые санкции против официального Минска.

### Реакция гражданского общества
Две студентки БГМУ Маргарита Трафимович и Элеонора Арзуманян объявили голодовку в знак солидарности с Игорем Лосиком. Они были намерены голодать до тех пор, пока у них не закончатся силы. Также в знак солидарности объявил голодовку православный священник Владислав Богомольников.

### Уголовное дело против Дарьи Лосик
В октябре 2022 года жену Игоря Лосика Дарью задержали за интервью «Белсату», который был признан экстремистским формированием. В январе 2023 года её приговорили к двум годам колонии по уголовной статье о содействии экстремистской деятельности.

### Новая голодовка и попытка суицида
По данным «Весны», озвученным в марте 2023 года, Игорь Лосик снова объявил голодовку из-за помещения его в ШИЗО, а также порезал себе руки и шею.
6 апреля 2023 года СМИ сообщили, что Игоря Лосика поместили в ШИЗО второй раз подряд. За день до этого суд повторно арестовал на 15 суток адвоката Артема Семьянова, который защищал Игоря Лосика.